# Ophisma tropicalis
Ophisma tropicalis är en fjärilsart som beskrevs av Achille Guenée 1852. Ophisma tropicalis ingår i släktet Ophisma och familjen nattflyn. Inga underarter finns listade i Catalogue of Life.